# Conistra plantei
Conistra plantei là một loài bướm đêm trong họ Noctuidae.